# Paratelmatobius
Paratelmatobius es un género de anfibio anuro de la familia Leptodactylidae. Se distribuyen por el sur de Brasil.

## Especies
Se reconocen las 6 siguientes según ASW:
- Paratelmatobius cardosoi Pombal & Haddad, 1999
- Paratelmatobius gaigeae (Cochran, 1938)
- Paratelmatobius lutzii Lutz & Carvalho, 1958
- Paratelmatobius mantiqueira Pombal & Haddad, 1999
- Paratelmatobius poecilogaster Giaretta & Castanho, 1990
- Paratelmatobius yepiranga Garcia, Berneck, & Costa, 2009

## Publicación original
- Lutz & Carvalho, 1958 : Novos anfibios anuros das serras costeiras do Brasil. Memórias do Instituto Oswaldo Cruz, Rio de Janeiro, vol. 56, n. 1, p. 239-260.